# Ursodeoksiholna kislina
Ursodeoksiholna kislina (UDCA), tudi ursodiol, je žolčna kislina, ki se kot zdravilo daje peroralno za raztapljanje žolčnih kamnov in za izločanje žolča pri holestazi. Kot sekundarna žolčna kislina nastaja pri ljudeh in številnih drugih živalih tudi v telesu, in sicer s presnovo, ki jo izvajajo bakterije v črevesju. Pri nekaterih živalskih vrstah nastaja tudi v jetrih; prvič so jo identificirali iz medvedjega žolča, od koder izvira tudi njeno ime (ursus – lat. medved). V zdravljenju bolezni jeter in žolčevodov se uporablja v čisti obliki.
Na voljo so že generična zdravila.

## Klinična uporaba
UDCA se že dolgo uporablja v zdravljenju žolčnih kamnov oziroma prisotnosti »žolčnega mulja«. Z zmanjševanjem zasičenosti žolča s holesterolom pomaga pri postopnem raztapljanju s holesterolom bogatih žolčnih kamnov.
UDCA se lahko uporabi tudi preventivno po bariatrični operaciji, in sicer za preprečevanje nastanka žolčnih kamnov, ki se sicer pri teh bolnikih pogosto pojavljajo zaradi hitrega zmanjševanja telesne mase in zasičenja žolča s holesterolom ter tudi biliarne diskinezije zaradi hormonskih sprememb.

### Primarni biliarni holangitis
UDCA se uporablja tudi v zdravljenju primarnega biliarnega holangitisa (v preteklosti imenovanega primarna biliarna ciroza), pri katerem pomaga izboljšati vrednosti bioloških označevalcev. Metaanalize podatkov iz kliničnih preskušanj ne kažejo enotno na koristi zdravljenja glede preživetja. Analiza kliničnih podatkov dolgotrajne uporabe ursodeoksiholne kisline pri tej bolezni je pokazala tudi izboljšanje preživetja, medtem ko Cochranov sistematični pregled raziskav iz leta 2012 ni pokazal statistično pomembnega zmanjšanja umrljivosti in simptomov srbenja ter utrujenosti in tudi ne zmanjšane stopnje presaditev jeter. Za zdravljenje primarnega biliarnega holangitisa je poleg ursodeoksiholne kisline odobrena tudi obetiholna kislina.

### Jetrno-žolčne motnje pri cistični fibrozi
Ursodeoksiholna kislina je odobrena za zdravljenje hepatobiliarnih (jetrno-žolčnih) motenj v povezavi s cistično fibrozo pri otrocih. Dokazano je, da lahko pri teh bolnikih ursodeoksiholna kislina zmanjša proliferacijo žolčevodov, ustavi napredovanje histoloških poškodb in celo popravi hepatobiliarne spremembe, če se zdravljenje začne v zgodnjem stadiju bolezni. Ni pa na voljo podatkov o dolgoročni učinkovitosti glede preprečevanja smrti ali potrebe po presaditvi jeter.

### Primarni sklerozirajoči holangitis
UDCA je pri primarnem sklerozirajočem holangitisu sicer povezan z izboljšanjem vrednosti jetrnih testov, vendar pa se to vedno ne odslika na izboljšanju statusa jetrne bolezni. Uporaba neodobrenih višjih odmerkov od 13–15 mg/kg/dan je odsvetovana. UDCA v odmerkih 28–30 mg/kg/dan pri bolnikih s primarnim sklerozirajočim holangitisom poveča tveganje za smrt in potrebo po presaditvi jeter za 2,3-krat, čeprav lahko tako zdravljenje znatno zniža vrednosti jetrnih encimov.

### Intrahepatična holestaza v nosečnosti
UDCA se uporablja tudi v zdravljenju intrahepatične holestaze v nosečnosti. Pri nosečnici pomaga zmanjšati simptom srbenja, lahko pa tudi zmanjša tveganje za prezgodnji potod. Učinki na plod in drugi neželeni izidi verjetno niso izraziti.

### Holestaza pri otrocih
UDCA ni odobren za zdravljenje pri otrocih (razen pri zdravljenju jetrno-žolčnih motnjah zaradi cistične fibroze pri otrocih, starejših od 6 let), saj učinkovitost in varnost pri tej populaciji nista dokazani. Pri neonatalnem hepatitisu in neonatalni holestazi je čedalje več podatkov, da uporaba ursodeoksiholne kisline ni varna in lahko poveča obolevnost in smrtnost.

## Neželeni učinki
V kliničnih preskušanjih ursodeoksiholne kisline v zdravljenju žolčnih kamnov je bil najpogostejši neželeni učinek driska, ki se je pojavila pri 2 do 9 % bolnikov, kar je manj kot pri uporabi henodeoksiholne kisline. Vzrok driske je verjetno delna pretvorba ursodeoksiholne kisline v henodeoksiholno kislino, ki jo povzročijo bakterije. V kliničnih preskušanjih pri bolnikih s primarnim biliarnim holangitisom so poročali o nekaj primerih bolečine v zgornjem desnem delu trebuha in podlabšanja srbenja. Pojavijo se lahko tudi napenjanje v trebuhu, pridobitev telesne mase in v nekaterih primerih do stanjšanja las. Med zdravljenjem napredovale primarne biliarne ciroze z ursodeoksiholno kislino so v zelo redkih primerih opazili dekompenzacijo jetrne ciroze, ki se je po prekinitvi zdravljenja delno popravila.